# Colurolejeunea
Colurolejeunea là một chi rêu trong họ Lejeuneaceae.